# Upper Barrakka Gardens
Die Upper Barrakka Gardens (maltesisch Il-Barrakka ta’ Fuq) sind eine öffentliche Parkanlage in Valletta, der Hauptstadt von Malta. Sie befinden sich am höchsten Punkt der Stadtbefestigung auf der St. Peter and St. Paul Bastion und bieten einen hervorragenden Ausblick auf den Grand Harbour, auf die drei ursprünglichen Stadtgründungen („3 Cities“) der Kreuzritter, Vittorosia, Senglea und Cospicua, auf die vorgelagerte Gemeinde Floriana sowie auf die große Werft, das Fort St. Angelo und zur Valletta Waterfront, wo viele Kreuzfahrtschiffe anlegen.
Etwa 600 Meter nordöstlich liegen die Lower Barrakka Gardens.

## Geschichte
Nach der türkischen Belagerung von Malta im Jahre 1565 wurde ein Jahr später der Grundstein zur neuen Hauptstadt Valletta gelegt sowie mit dem Bau der neuen Befestigungsanlagen begonnen. Die St. Peter and St. Paul Bastion wurde im Jahre 1570 fertiggestellt.
Um das Jahr 1660 hatten die maltesischen Ordensritter der italienischen Zunge (Johanniter-Ordensbrüder) hier einen privaten Erholungsgarten angelegt, weil ihre Unterkünfte in der Nähe lagen. Ein doppelter Bogengang, 1661 nach Plänen und unter Leitung des italienischen Ordensritters Fra Flaminio Balbiani erbaut, umgibt große Teile der Grünanlage. Ursprünglich war er überdacht. Nachdem 1775 ein Aufstand des maltesischen Klerus gegen Großmeister Francisco Ximenes de Texada niedergeschlagen worden war, ließ letzterer das Dach als Strafe kurzerhand abreißen.
Im Jahr 1824, unter der britischen Kolonialherrschaft, wurde die Anlage der Öffentlichkeit zugänglich gemacht.

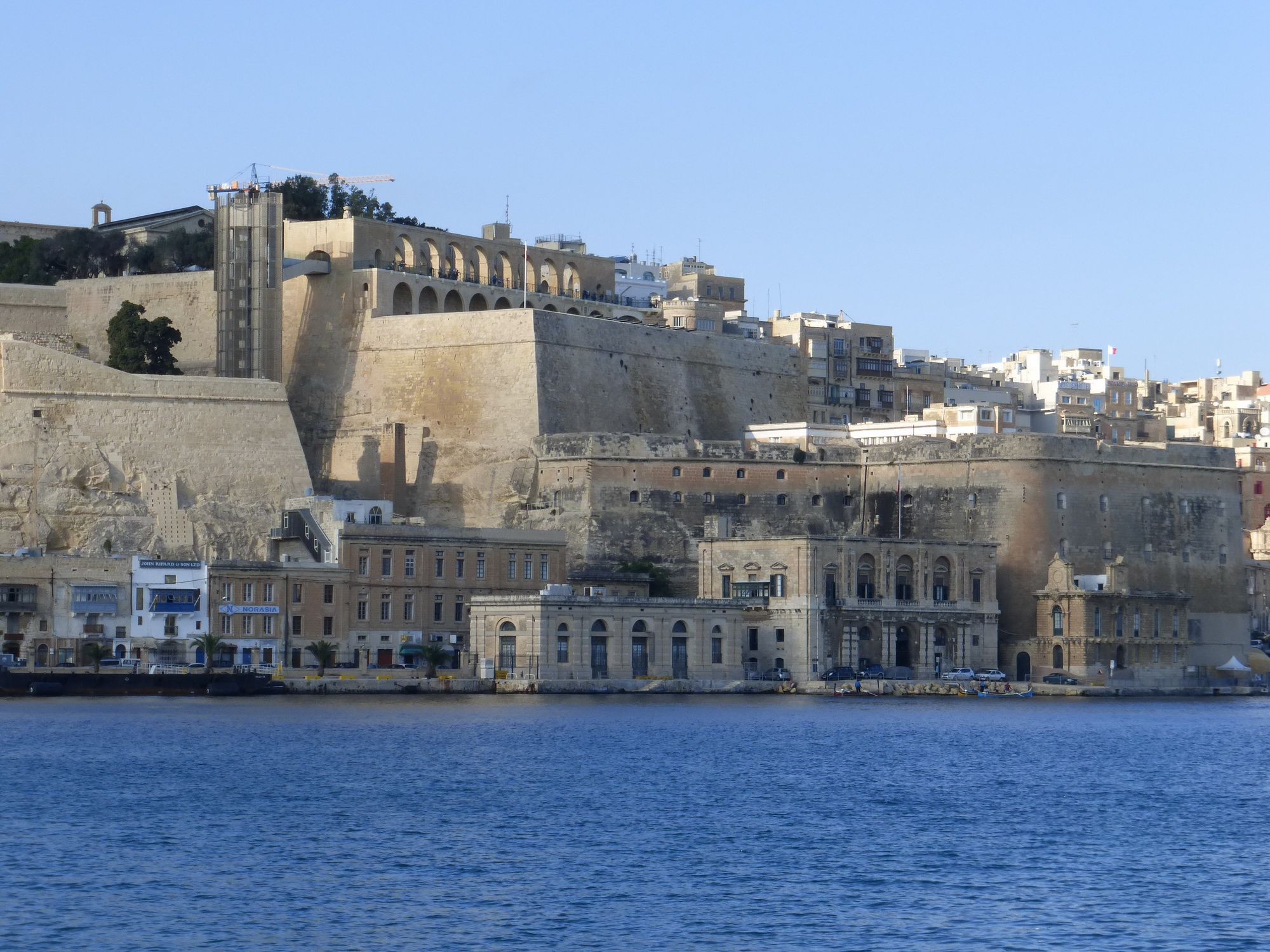
Upper Barrakka Gardens vom Hafen aus gesehen

## Beschreibung

### Denkmäler und Kunstwerke
Im Park befinden sich verschiedene Kunstwerke und Denkmäler, unter anderem für Gerald Strickland und Winston Churchill. Zwischen den Bögen der Arkaden sind Gedenktafeln für weitere Personen und Ereignisse angebracht, darunter für das Gipfeltreffen zwischen dem amerikanischen Präsidenten George W. Bush und dem sowjetischen Staatsoberhaupt Michail Gorbatschow im Sommer 1989 auf Malta. Auch Albert Einstein und Guglielmo Marconi  sind Gedenktafeln gewidmet.

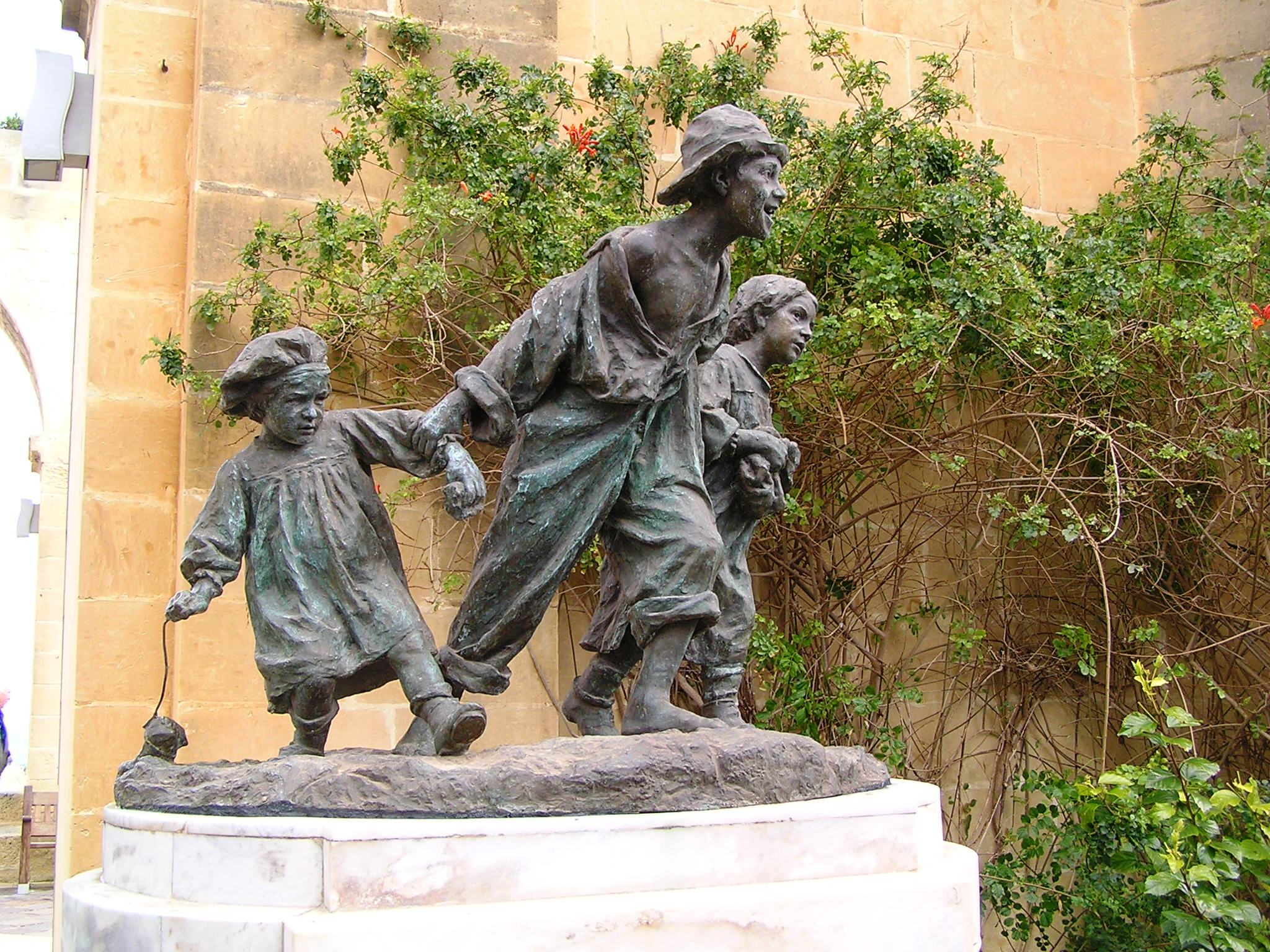
Les Gavroches

Unmittelbar vor dem inneren Arkadengang steht eine aus drei Kindern bestehende Bronzeskulptur mit dem Titel Les Gavroches (= Die Straßenkinder). Dies ist eine Kopie der Originalgruppe, die der einheimische Bildhauer Antonio Sciortino 1904 gefertigt hatte. Die unmittelbar an der Parkmauer stehende Malta Stock Exchange ließ den Abguss im Jahr 2003 herstellen und aufstellen. Das Original befindet sich im National Museum of Fine Art.

### Aufzug
Ein Aufzug mit zwei Kabinen verbindet den Garten mit dem 58 Meter tiefer gelegenen Festungsgraben, von wo aus die Anlegestellen der Kreuzfahrtschiffe sowie der Fähre zu den Drei Städten erreicht werden können. Die Fahrt abwärts ist in der Regel kostenlos.
Der erste Aufzug an dieser Stelle wurde bereits 1905 errichtet, aber 1973 außer Betrieb gesetzt und zehn Jahre später abgerissen. Der jetzige Aufzug wurde am 15. Dezember 2012 eingeweiht.

## Saluting Battery
Auf einer Terrasse direkt unterhalb der Upper Barrakka Gardens befindet sich die Saluting Battery. Sie diente vor allem zeremoniellen Zwecken, wurde aber auch militärisch genutzt. Heute wird noch täglich um 12 Uhr sowie um 16 Uhr jeweils ein einzelner Kanonenschuss abgefeuert. Ursprünglich diente dies dazu, die Uhren auf den Schiffen stellen zu können, da diese für die Astronomische Navigation wichtig waren (siehe auch Längenproblem).
Seit einer Renovierung Anfang des 21. Jahrhunderts kann die Saluting Battery besichtigt werden.
Unterhalb der Saluting Battery befinden sich die Lascaris Battery sowie die Lascaris War Rooms.

## Bilder

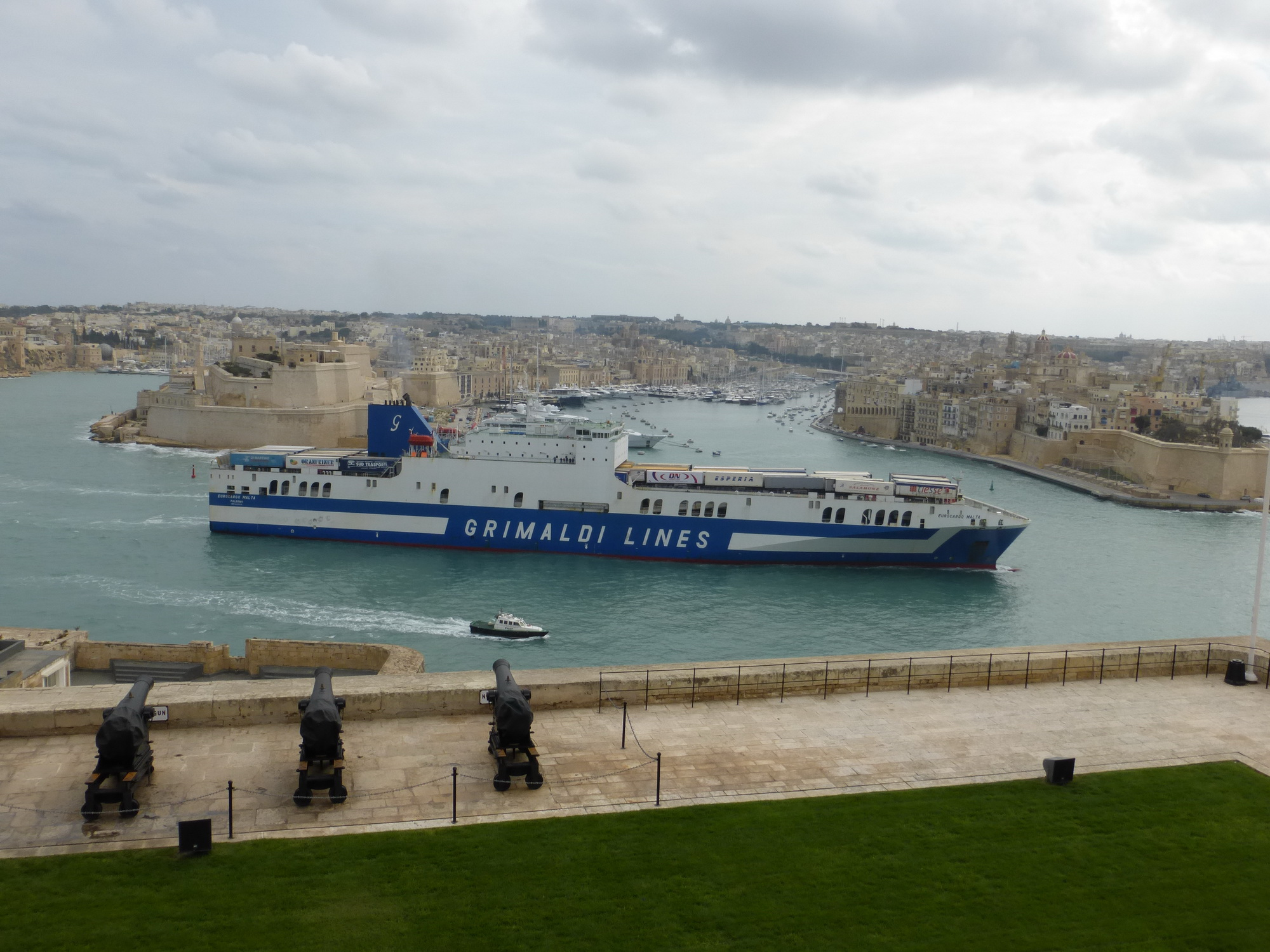
Ausblick über den Grand Harbour; links das Fort St. Angelo in Vittoriosa, rechts Senglea
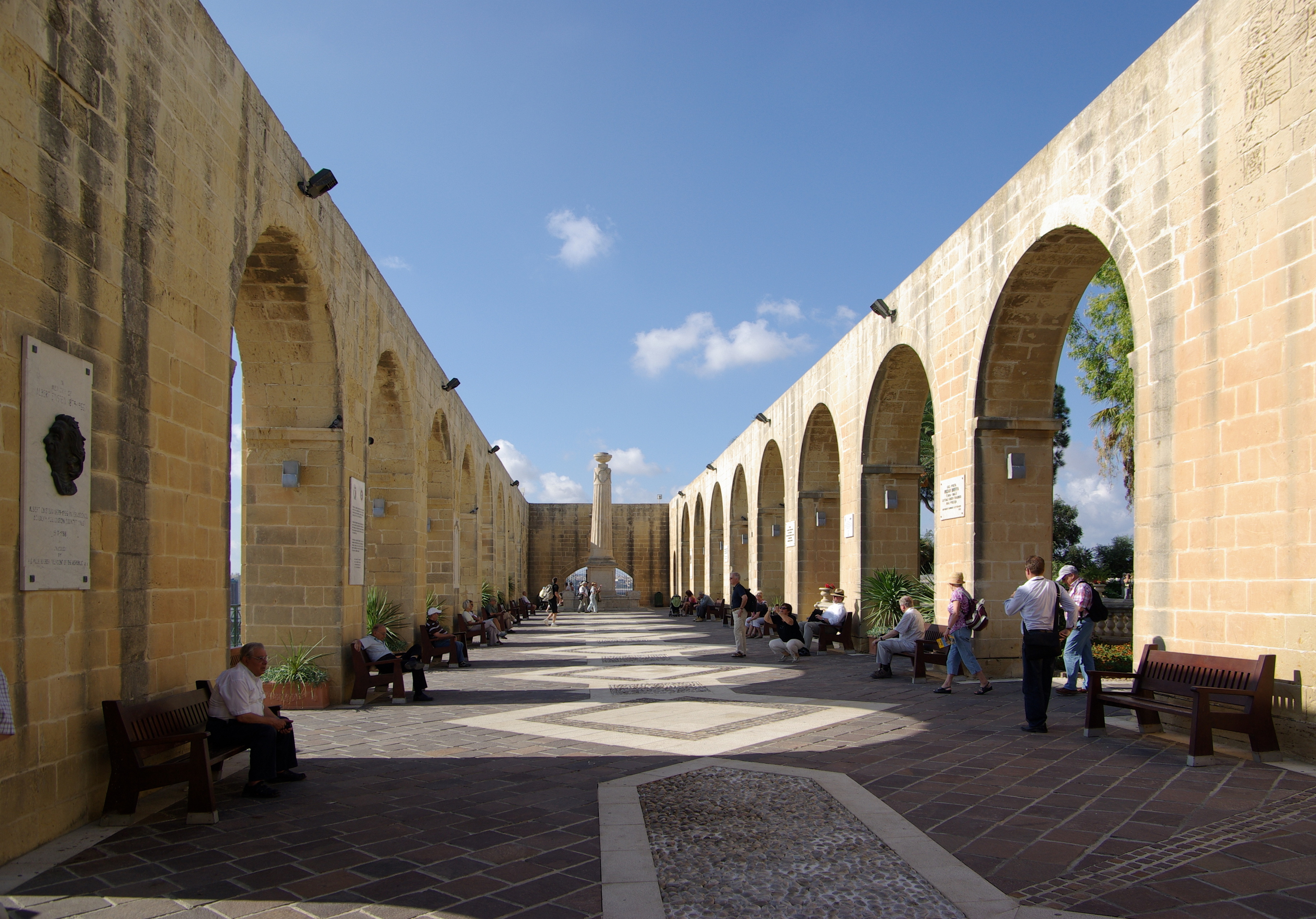
Bogengang
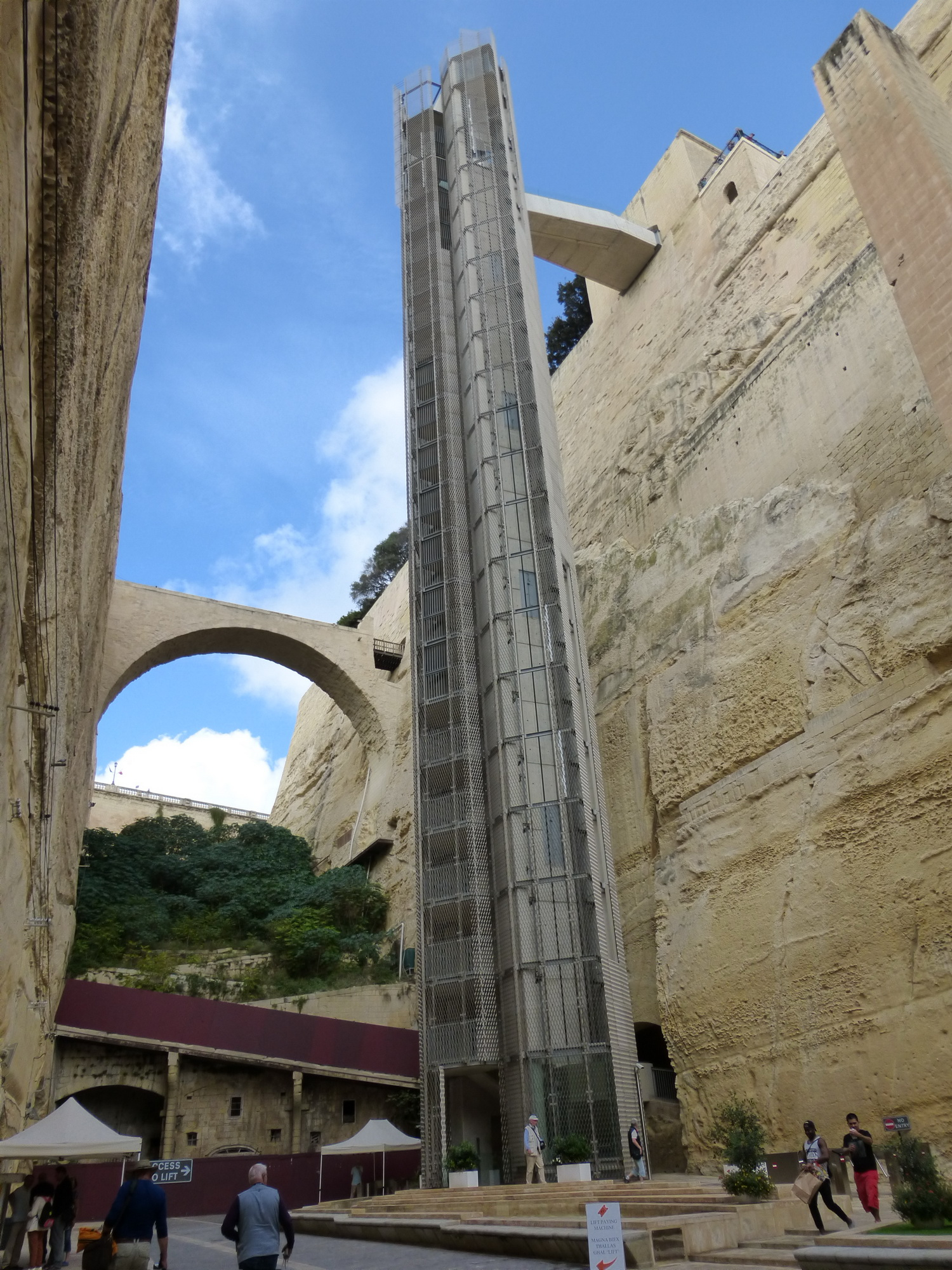
Der Aufzug vom Festungsgraben aus gesehen
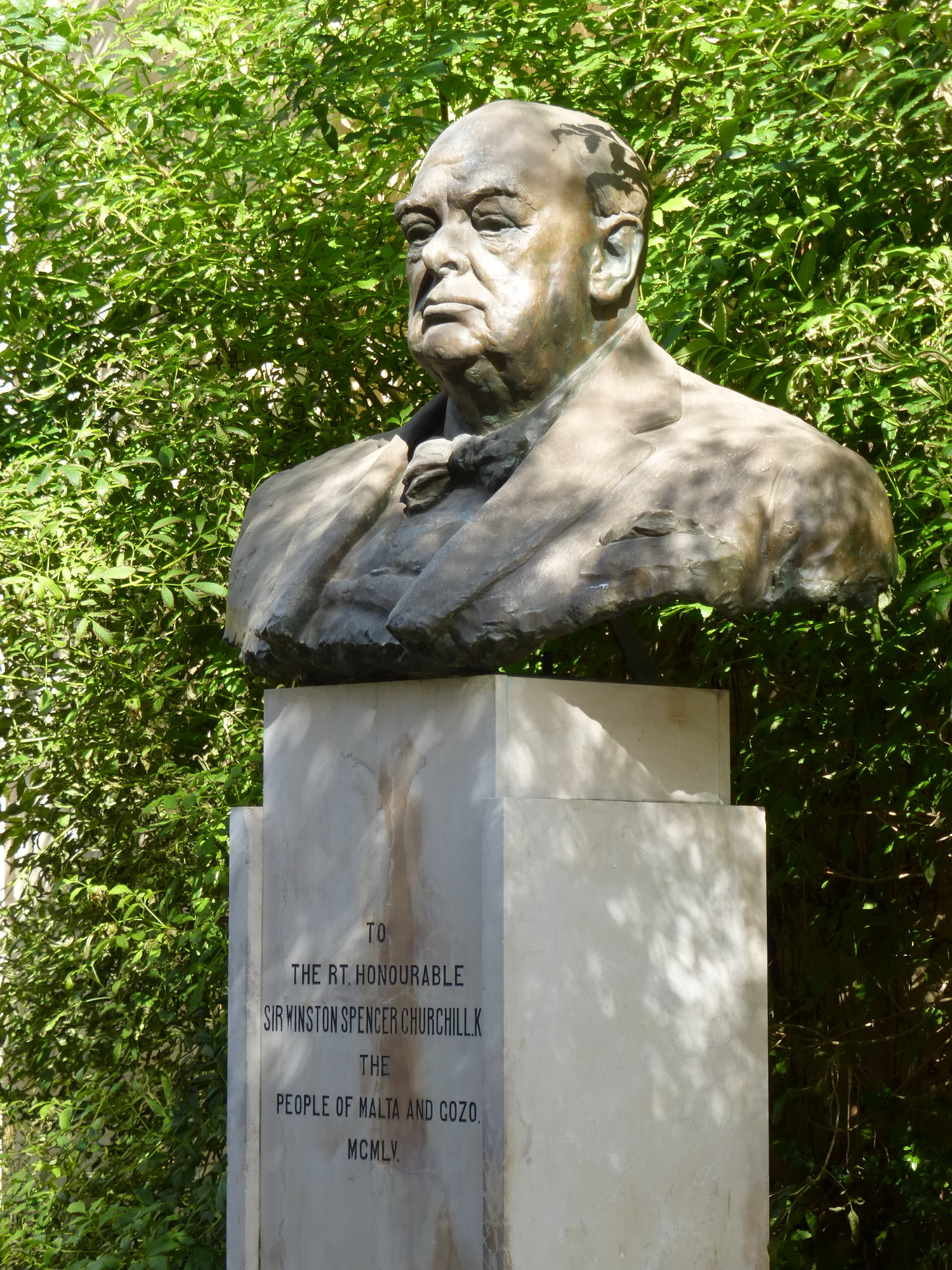
Denkmal für Winston Churchill
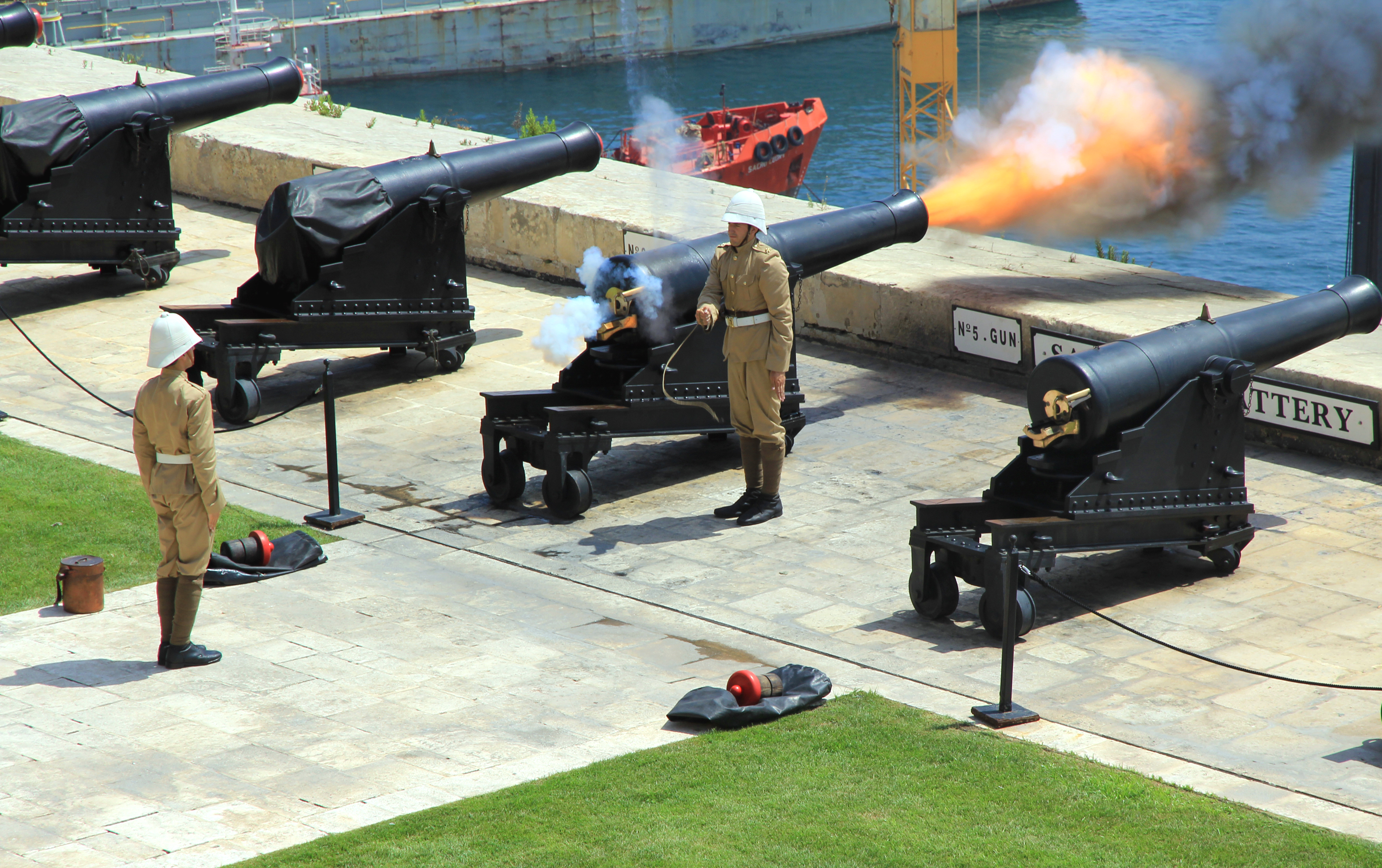
Kanonenschuss der Saluting Battery um 12 Uhr Mittags